# تونس في الألعاب الأولمبية الصيفية 1996
شاركت تونس في دورة الألعاب الأولمبية الصيفية في أتلانتا في سنة 1996 في الولايات المتحدة الأمريكية من 19 يوليو إلى 4 أغسطس 1996. وهذا هو الظهور رقم 9 لتونس في دورة الألعاب الأولمبية الصيفية.

## وصلات خارجية
- الموقع الرسمي اللجنة الوطنية الأولمبية التونسية.
- تونس في الموقع الرسمي لجنة الأولمبية الدولية.